# Leon (voornaam)
Leon (of Léon) is een jongensnaam van Griekse of Romeinse origine. Λέων en Leo betekenen "leeuw" in het Grieks en Latijn. In een aantal Germaanse talen heeft het ook de betekenis van donder.

## Personen met de naam Leon
- Léon Blum, Frans politicus
- Léon Theremin, uitvinder theremin
- Léon Degrelle, Belgisch collaboratie-leider (Rex)
- Léon Letsch, Luxemburgs voetballer
- Leon Pliester, Nederlands schaker
- Leon Redbone, Amerikaans zanger
- Leon Senf, Nederlands schilder
- Leon Trotski, Russisch revolutionair
- León Villa, Colombiaans voetballer
- Leon Wecke, Nederlands polemoloog
- Leon de Winter, Nederlands schrijver
- Leon van der Zanden, Nederlands cabaretier